# Jules Huret
Jules Huret (Boulogne-sur-Mer, 8 aprile 1863 – Parigi, 14 febbraio 1915) è stato uno scrittore e giornalista francese.

## Biografia
Durante la sua vita viaggiò in vari paesi dell'Europa e pubblicò molti articoli su vari giornali. In uno di questi del 13 aprile del 1895 parlò di tre amici di Oscar Wilde, all'epoca accusato di sodomia e coinvolto in un grande scandalo. Marcel Schwob e Jean Lorrain mentendo dissero di non essere in alcun modo suoi amici, mentre Rabbonire Catulle Mendès arrivò a sfidarlo a duello per tale affermazione

## Opere
Una raccolta parziale delle sue opere riguardanti personaggi della sua epoca che ha intervistato:
- Enquête sur l'évolution littéraire. Conversations avec MM. Ernest Renan, Jules de Goncourt, Émile Zola, Guy de Maupassant, Joris-Karl Huysmans, Anatole France, Maurice Barrès, etc. (1891)
- La Catastrophe du Bazar de la Charité (4 mai 1897). Historique du Bazar de la charité, la catastrophe. Documents recueillis et mis en ordre par Jules Huret (1897)
- Enquête sur la question sociale en Europe (1897)
- Sarah Bernhardt (1899)
- Loges et coulisses (1901)
- Tout yeux, tout oreilles (1901)
- Les Grèves. Enquête au Creusot, à Lille, Roubaix, Anzin, Lens, Marseille, Carmaux, Lyon, Saint-Étienne, Saint-Chamond (1902)
- En Amérique. De New-York à la Nouvelle-Orléans (1904
- En Amérique. De San Francisco au Canada (1905)
- En Allemagne. Rhin et Westphalie: prospérité, les villes, les ports, usiniers et philanthropes, les grands syndicats patronaux (1907)
- En Argentine (2 volumi, 1911-1913)
- En Allemagne. Berlino (1913)
- Edmond de Rothschild et la question sociale (1920)